# Giovanni Battista Orsini (wielki mistrz joannitów)
Giovanni Battista Orsini (zm. 8 czerwca 1476 w Rodos) — 39 wielki mistrz joannitów od 1467 do 1476.